# Porella capehornensis
Porella capehornensis là một loài rêu trong họ Porellaceae. Loài này được Swails mô tả khoa học đầu tiên năm 1970.